# Niki Hendriks
Niki Hendriks (ur. 6 września 1992 w Prato) – włoski siatkarz pochodzenia holenderskiego, grający na pozycji atakującego. Od sezonu 2016/2017 występuje w drużynie Exprivia Neldiritto Molfetta.